# ケルン大晦日集団性暴行事件

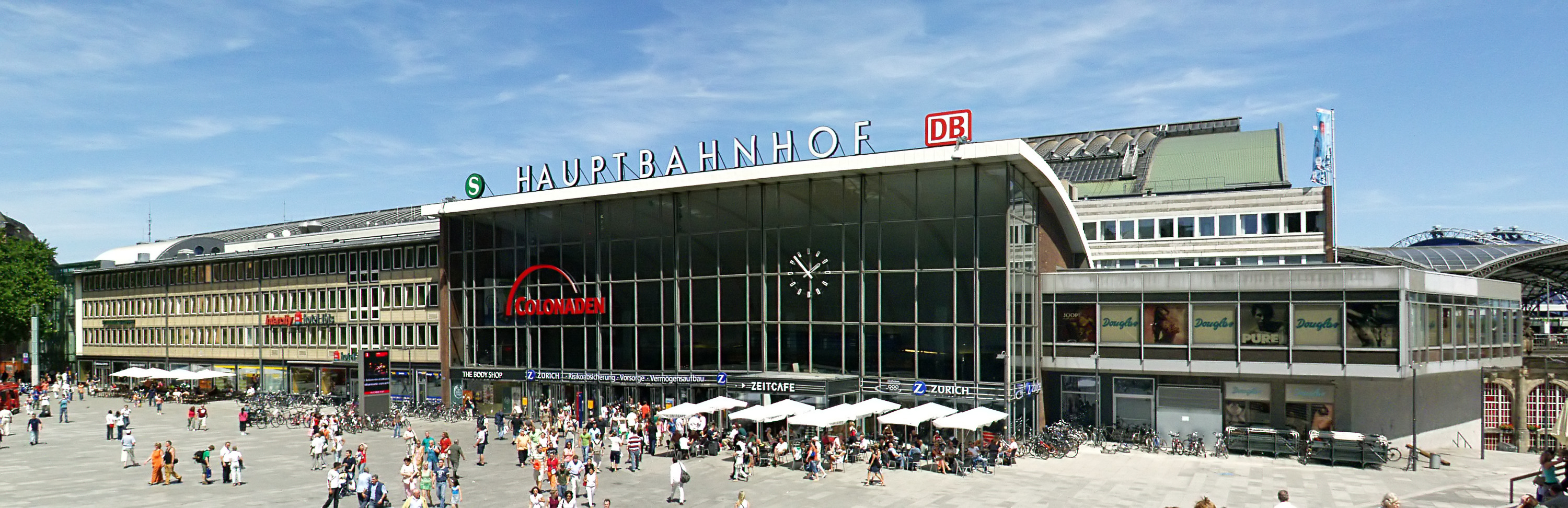
ケルン中央駅と駅前広場

ケルン大晦日集団性暴行事件（ケルンおおみそかしゅうだんせいぼうこうじけん）は、2015年12月31日（大晦日）から2016年1月1日にかけて発生した、ドイツのハンブルクほか北ドイツ地域、およびケルンのケルン中央駅とケルン大聖堂前広場などにおけるアラブ人や北アフリカ人を主体とした約1,000名による、女性に対する3件の強姦を含む集団強盗・性的暴行事件である。
ここでは特にケルンの事件について解説する。

## 背景
ドイツは2013年に17万人、2014年に20万人、2015年には110万人の難民を受け入れてきた。ドイツのアンゲラ・メルケル首相は難民の受け入れについて、経済と社会に利益をもたらす「明日のためへのチャンスである」と訴えていた。また2015年12月、ドイツ政府とFacebook、Google、Twitterとの間で、投稿されたヘイトスピーチを24時間以内に削除することで合意した。一方で、この措置は「ポリティカル・コレクトネスを強制している」と批判された。
スウェーデンでは、2015年の夏季音楽祭We Are Sthlmにおいて大勢の10代の少女たちが移民によって性的暴行を受けていたが、スウェーデンの警察は起訴も報告も行わなかった。本事件が社会の注目を浴びたことによって、事件後の2016年1月11日にスウェーデンの首相ステファン・ロベーンが「少女たちへの裏切り行為である」と非難する事態となった。
本事件勃発前に、東ヨーロッパ諸国はイスラム世界からの難民の受け入れに反対していた。

## 事件発生

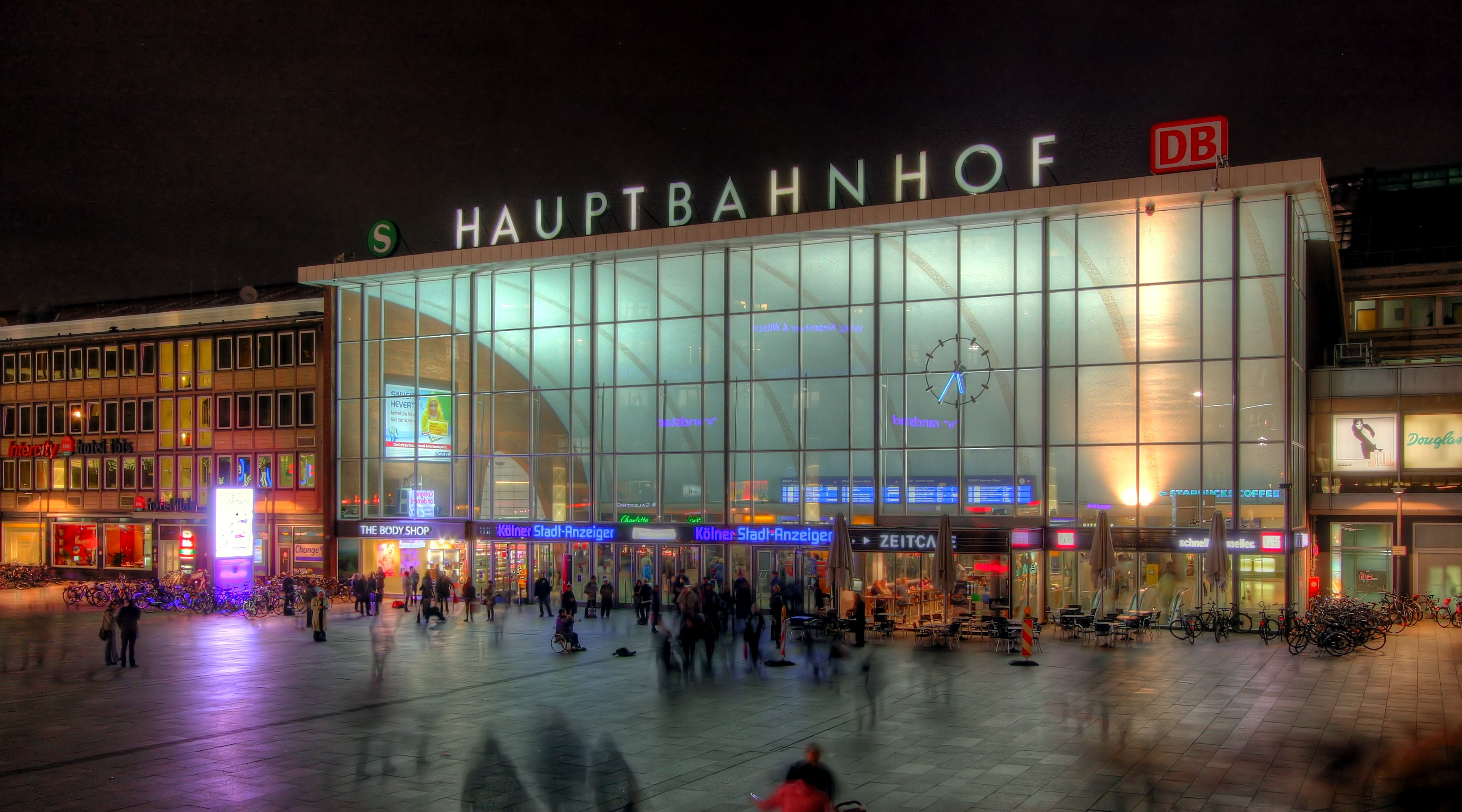
ケルン中央駅と駅前広場（夜間）

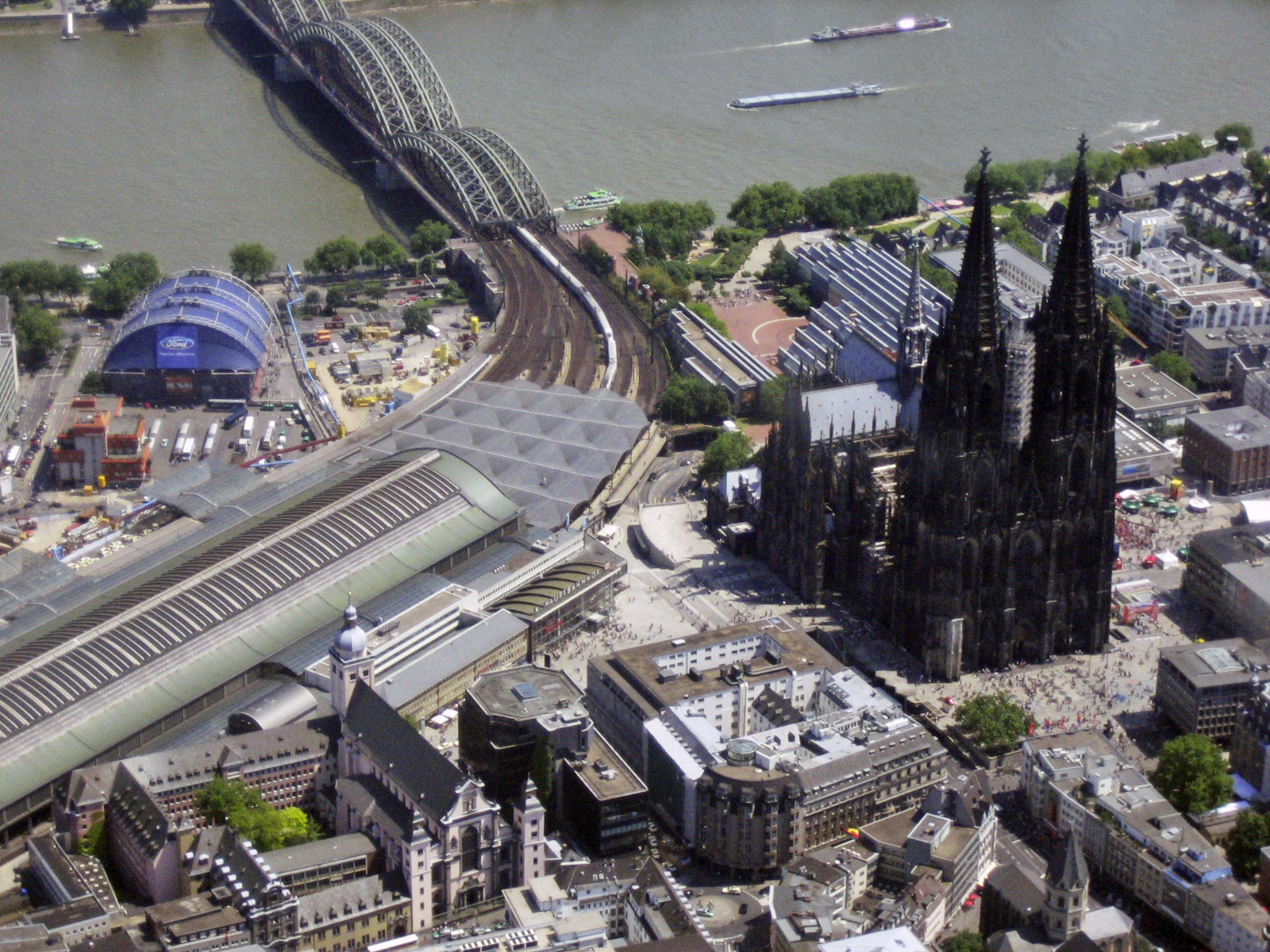
性的暴行事件の犯行現場となったケルン中央駅（左）とケルン大聖堂（右）に囲まれた広場（中央）

2015年12月31日から2016年1月1日にかけてケルン中央駅とケルン大聖堂前の広場にて、アラブ人・北アフリカ人を主体とした1,000名以上の男によって女性に対する集団性的暴行・強盗事件が繰り広げられた。警察は性的暴行、強盗による女性からの被害届が516件（1月10日時点）に上ることを確認している。犯人たちは強姦・強盗・性的暴行だけでなく、ケルン中央駅前の広場に集う人々に対して花火を撃ち込みボトルを投げ込むなどの犯行も行った。また、酒を飲んだ暴徒は線路を越えて駅構内に侵入すると、いたるところで放尿、嘔吐を行った。警察署には大勢の被害者たちが詰めかけ、その多くが抑えきれずに泣いていた。被害者のほとんどが10代から20代前半の若い女性であった。
被害女性の一人の証言では、交際相手とともに電車を降りたところで若い外国人のギャングに囲まれると、男たちによって設けられた200mの列を通され、その間に全身を100回以上つかまれたとしている。悲鳴をあげたり振り払っても行為はやむことがなかったとしている。この女性はジャケットを羽織り、ズボンをはいていたためにそれ以上の犯行を受けないで済んだとしている。中には、暴徒に下着を引き裂かれて下着がなくなって泣き叫んでいる若い女性達の姿もあった。また、男たちは"ficky, ficky," と性行為を意味するスラングを叫んでいた。
事件当時、警察は証拠不足により5名しか逮捕することが出来なかった。
1月1日、ケルン警察は12月31日の夜はリラックスした雰囲気で至って平和であったと発表し、さらに、翌週になるまで事件についてメディアに一切公表を行わなかった。
被害女性からの警察への届出は1月8日（170件）、1月9日（379件）、1月10日（516件）と日を追うごとに増加した。その後、容疑者のほとんどがアラブ地域・北アフリカからの難民であったことが判明している。

## 容疑者
2016年1月中旬、事件に関与した容疑で3人のアルジェリア人が逮捕された。ケルンの南西の小さな町にある難民キャンプにいる26歳と22歳の二人の男性が逮捕された。また25歳のアルジェリア人男性がアーヘン近郊で逮捕された。
被害女性らは容疑者集団の詳細をはっきりと覚えているわけではなく、また監視カメラなどの情報もほとんど無いため残りの容疑者の特定は難しい。
ドイツ警察は容疑者特定に貢献した人に10000ユーロを報酬として支払うつもりである。
2016年4月上旬時点で153人の容疑者が特定されている。そのうち149人は外国籍であり、103人がモロッコ人とアルジェリア人である。容疑者のうち身柄を拘束されたのは24人である。警察当局によれば容疑者のうち68人が難民申請者だという。
2016年4月28日、19歳のモロッコ人と24歳の者がスイス北部で逮捕された。その二人はドイツのコンスタンツにあるショッピングセンターで窃盗を行い、徒歩で越境しスイスのクロイツリンゲンまで来ていた。逮捕された二人のうちの一人はケルン大晦日集団性暴行事件の容疑者であり、2016年1月から逃走中だった。24歳の共犯者もケルンでの事件に関わったと考えられている。19歳のモロッコ人はスイスで難民申請していたことも確認され、ドイツに引き渡されることになっている。

## 事件後の対応と反応

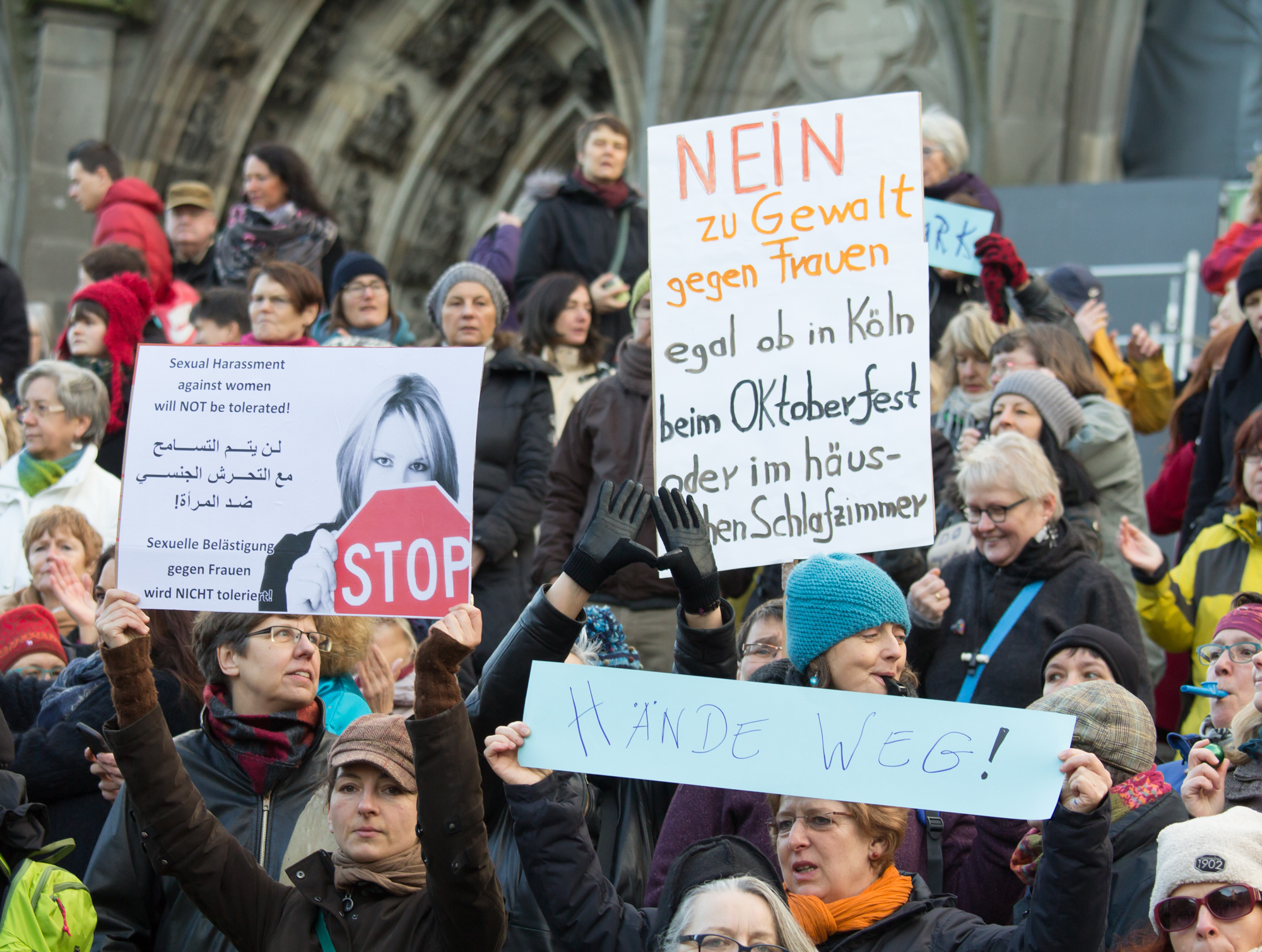
ケルン大聖堂前で性的暴行事件への抗議を行う女性たち

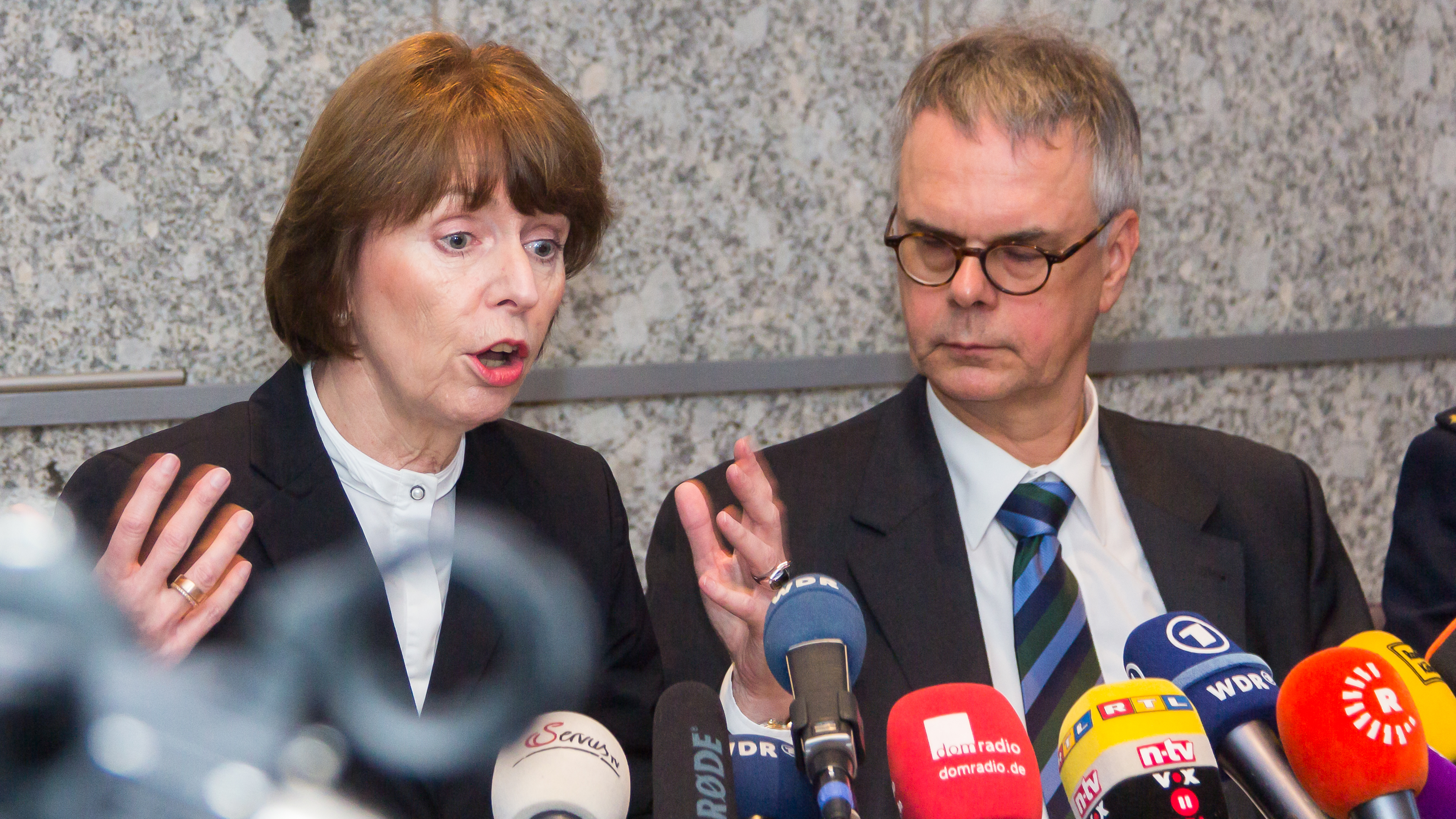
2016年1月5日、性暴行事件の会見を行うケルン市長ヘンリエッテ・レーカー（左）、ケルン警察長官ヴォルフガング・アルバース（右）

この事件は、第二次世界大戦（独ソ戦）末期からナチス・ドイツ敗北後の1945年のソ連軍占領下の大規模強姦や、2011年にジャーナリストのララ・ローガンがエジプトの首都カイロのタハリール広場からの生中継を行った際に、300名以上の群衆から集団で性的暴行を受けた事件を想起されるものであった。
2016年1月5日、多数の女性が犯行現場傍のケルン大聖堂前で抗議デモを行った。女性たちは2015年だけでも100万人を超える難民を受け入れることを許可したことにより、この事件が引き起こされたとしてメルケル首相に対する怒りの声をあげた。
ドイツ当局は4日間にわたり事件を隠蔽しようとした。ドイツ公共放送局第2ドイツテレビ (ZDF) は事件から5日経ってから取り上げた。ZDFは数百人が抗議を行っているにもかかわらず事件について速やかに報じなかったことを謝罪した。
同日、ケルンのヘンリエッテ・レーカー市長は緊急会見にて、ケルンの女性はどうやって身を守るべきかと問われると、将来の被害を防ぐためには、女性は他人から距離を置くなどの行動規範を持つべきであると表明した。また、慰めになることではないが他の都市でも起きていることでもあると述べるとともに、北アフリカから来たように見える一団と難民を結びつけることは完全に不適切なことである、事件は難民が背景になっていると決めつける理由はまったくないと述べている。この発言を受けてレーカー市長への女性の怒りと非難が湧きあがった。レーカー市長は難民危機による緊張の高まりの中で2015年10月の市長選挙の前日に、難民を歓迎するとした方針への反感を動機とした男によって刺されている。
1月7日、ドイツのレックリングハウゼン難民センターに居住する男がナイフと偽物の自爆ベストを着用してフランス・パリの警察署を襲撃（フランス・パリ警察署襲撃事件）し、反撃した警察官によって射殺された。男は事件前の2015年9月には難民センターの壁にISILのマークを描くなどしていた。
同日、ハイコ・マース法務大臣はフンケ新聞のインタビューに対して一連の事件に関与したことが発覚した難民認定申請者については強制送還すると発言している。
1月8日、スロバキアの首相ロベルト・フィツォは緊急欧州理事会の開催を求めた。同日、ドイツのノルトライン＝ヴェストファーレン州政府内務大臣であるラルフ・イェーガーはケルンのヴォルフガング・アルバース警察長官を更迭したことを発表した。
事件翌週にドイツ公共放送連盟が行った世論調査では、ドイツ国民の61％は難民の受け入れを制限するべきだとした。
1月10日、ハイコ・マース法務大臣は事件は事前に計画されたものであったとの見解を表明した。
1月11日、左翼寄りとして有名なライプツィヒコネヴィッツにて極右フーリガンの排外主義者250名によってデモが行われ窓ガラスが割られるなどした。これを受けて警察は211名を逮捕した。ライプツィヒ市長（ドイツ社会民主党）はこのデモについて「自由通りにおけるテロ」「むき出しの暴力以外の何物でもない」と非難している。
リアム・フォックス元イギリス国防大臣は、イギリスが欧州連合（EU）に留まれば、移民が自由に入国し、国家安全保障上の脅威になると発言した。2016年1月下旬時点で既に900件近い被害届が出されており、そのうち約400件は性的暴行事件である。イギリスは2016年の国民投票でEU離脱が過半数となり、2020年1月31日をもって実際に離脱した（イギリスの欧州連合離脱）。
この事件は、イスラム主義による女性差別に反対する、フランスを中心とした右派フェミニズム組織「コレクティフ・ネメシス」設立（2019年）のきっかけとなった。